# Vrijheid om te reizen
De vrijheid om te reizen, ook vrijheid van verkeer of vrijheid van beweging, is een universeel mensenrecht.
De vrijheid om te reizen staat in artikel 13 beschreven in de Universele verklaring van de rechten van de mens die op 10 december 1948 werd aangenomen door de Algemene Vergadering van de Verenigde Naties.
Een ieder heeft het recht zich vrijelijk te verplaatsen en te vertoeven binnen de grenzen van elke Staat. Een ieder heeft het recht welk land ook, met inbegrip van het zijne, te verlaten en naar zijn land terug te keren.— Artikel 13, Universele verklaring van de rechten van de mens
Een fel tegenstander van dit recht in 1948 was de Sovjet-Unie, waar burgers in die tijd niet vrijelijk de grens mochten oversteken. Uiteindelijk onthield de Sovjet-Unie zich van stemmen, net als vijf andere Oostbloklanden, Zuid-Afrika en Saoedi-Arabië, waardoor geen land tegen de Universele Verklaring stemde.
Vrijheid om te reizen wordt ook tegenwoordig vaak beperkt door de bouw van muren of andersoortige omheiningen. Zo is er een muur gebouwd tussen Israël en de Palestijnse gebieden, zijn er omheiningen over een deel van de grens tussen de Verenigde Staten en Mexico, en heeft Noord-Korea zich vrijwel geheel geïsoleerd van de rest van de wereld.
Los daarvan is of was het in sommige landen ook niet mogelijk om alle gewenste binnenlandse reizen te maken. Daarnaast zijn er landen die naar onafhankelijkheid strevende of anderszins onrustige gebieden kennen, waar een reisverbod geldt. Ook heilige steden als Mekka en vroeger Lhasa zijn niet voor eenieder te bezoeken.
Tijdens de coronapandemie in 2020-2021 werd in verschillende Europese landen een reisverbod ingesteld op verplaatsingen naar of van bepaalde landen, of een verbod op “niet-essentiële reizen”, dat dan nauwkeurig werd omschreven. 